# Weston (Missouri)
Weston é uma cidade localizada no estado americano de Missouri, no Condado de Platte.

## Demografia
Segundo o censo americano de 2000, a sua população era de 1631 habitantes.
Em 2006, foi estimada uma população de 1592, um decréscimo de 39 (-2.4%).

## Geografia
De acordo com o United States Census Bureau tem uma área de
4,2 km², dos quais 4,2 km² cobertos por terra e 0,0 km² cobertos por água. Weston localiza-se a aproximadamente 237 m acima do nível do mar.

## Localidades na vizinhança
O diagrama seguinte representa as localidades num raio de 16 km ao redor de Weston.